# Lucio Abis
Lucio Gustavo Abis (Oristano, 24 febbraio 1926 – Oristano, 20 dicembre 2014) è stato un politico italiano.

## Biografia
Iscritto dal 1950 alla Democrazia Cristiana, contribuisce all'organizzazione del partito in Sardegna. Fu segretario territoriale del partito ad Oristano e segretario provinciale di Cagliari, è stato anche membro del comitato e della direzione regionale, come anche del consiglio, della direzione e della segreteria nazionale, come capo del dipartimento Enti Locali e del dipartimento Economia. Eletto consigliere comunale di Villaurbana nel 1952, divenne sindaco del paese dal 1956 al 1963.
Diviene consigliere regionale della Sardegna dal 1957 al 1972 per la III, IV, V e VI legislatura. Assessore del Lavoro e Pubblica Istruzione dal novembre 1963 al febbraio 1967 (giunte Corrias III e IV e Dettori), è divenuto assessore della Rinascita dal febbraio 1967 al dicembre 1969 (giunte Del Rio I e II). È stato Presidente della regione Sardegna dal febbraio al novembre 1970. Nel gennaio 1971, è stato infine nominato assessore dell'Agricoltura e Foreste nella giunta Giagu De Martini I (fino al gennaio 1972).
È stato Senatore della Repubblica per sei legislature dall'aprile 1972 al marzo 1994 eletto nel collegio di Oristano. Durante il mandato parlamentare, fu più volte membro della compagine governativa. Sottosegretario al ministero del Tesoro nei governi Moro IV e V e Andreotti III, e Sottosegretario al ministero del Bilancio e Programmazione Economica nei governi Andreotti IV e V, Cossiga I e II e Forlani, è stato Ministro per il coordinamento delle politiche comunitarie nei gabinetti Spadolini I e Spadolini II (giugno 1981 - novembre 1982) e Ministro per i rapporti con il Parlamento nel governo Fanfani V (dicembre 1982 - giugno 1983). Nell'XI legislatura, ha ricoperto l'incarico di presidente della commissione parlamentare Bilancio e Tesoro del Senato della Repubblica.
È considerato il padre della provincia di Oristano della cui legge istitutiva nel 1974 è stato relatore e proponente.